# Морська медицина
Морська медицина — міждисциплінарна галузь медичної науки профілактичного напряму, що вивчає теорію та практику охорони здоров'я на водному транспорті. Її метою є дослідження умов праці та побуту моряків, а також вироблення науково обґрунтованих заходів профілактики професійних хвороб.
Провідні морські держави (Велика Британія, Португалія, Греція, країни Скандинавії тощо) офіційно визнають морську медицину як окрему спеціальність.

## Історія
У 1861 році в Російській імперії розпочато видання журналу «Медицинскія прибавленія къ “Морскому сборнику”» (назва з 1911 року — «Морской врачъ»). В світових морських державах подібні видання з'явилися пізніше: у 1864 — у Франції, у 1894 — Італії, у 1907 — США, у 1915 — Англії. Були закладені принципи спеціальності «морська медицина». У цей період галузь розглядали в аспекті військово-морської медицини. Морські лікарі брали участь у проектуванні, контролі будівництва та приймальних випробуваннях суден. 
У 1858 році в Російській імперії створено перше наукове товариство морських лікарів у Санкт-Петербурзі, а згодом й у інших портових містах. Велике значення для розвитку морської медицини мало формування нових медичних галузей: суднової гігієни і санітарії, клінічного напряму морської медицини, у 1970-х роках — вивчення проблеми адаптації людини до життєдіяльності в умовах Світового океану. У 1960-х роках на міжнародних симпозіумах були визначені методологія, актуальні проблеми і завдання морської медицини. 
В Україні центром вивчення галузі є Одеса. Значний внесок у розвиток морської медицини зробили українські вчені: М. Ясиновський, Л. Алейникова, Ю. Курако, І. Герцен, А. Лобенко, В. Волянський, А. Войтенко, В. Лісобей, Л. Шафран та інші. 
Для надання вищої морської медичної освіти у 1977 році в складі Одеського медичного інституту на базі факультету удосконалення лікарів організовано клінічну кафедру морської медицини (перший завідувач — М. Денисюк; нині — кафедра профпатології, клінічної лабораторної та функціональної діагностики, завідувач — О. Ігнатьєв), основна мета якої — післядипломне навчання лікарів за спеціальністю «судновий лікар». У 1992 році кафедра разом із лікувально-профілактичними закладами морського транспорту увійшла до складу НВО «Медицина транспорту», що підвищило рівень медичного забезпечення моряків та сприяло розвитку морської медицини як наукової дисципліни. Кафедра також є засновником науково-педагогічної медичної школи «Фізіологія і патологія адаптації людини до умов Світового океану». Співробітники кафедри видали «Справочник судового врача» (К., 1983; 1992), посібник «Неотложные состояния и экстренные мероприятия при заболеваниях внутренних органов у моряков» (1991), «Справочник мероприятий первой медицинской помощи и профилактики отравлений, повреждений и заболеваний, связанных с морской перевозкой опасных грузов» (1992; обидва — Одеса), монографію «Адаптация человека к условиям Мирового океана» (К., 1997), «Атлас опасных для человека животных Мирового океана» (О., 1998; українською мовою — Т., 2012), «Медицина туризма и путешествий» (О., 2013) та інші. 
У 1997 році в Одесі організовано Український НДІ морської медицини (директор — А. Лобенко), який був визнаний практичним центром ВООЗ із проблем морської медицини. Неодноразово міжнародні галузеві науково-практичні конференції проводили в Одесі (1976, 1992, 1997, 1999, 2003, 2005, 2008, 2011, 2013, 2015). 
У ВООЗ організовано департамент із морської медицини, деякі конвенції Міжнародної організації праці присвячено проблемам галузі. Під егідою ВООЗ і МОП щодвароки проходять міжнародні симпозіуми з морської медицини.
Медичні огляди моряків допомагають запобігти захворюванням, тому їх повинні здійснювати за єдиними критеріями. Також важливими залишаються питання інфекційної безпеки українських морських портів, проблеми епідеміології та попередження інфекційних захворювань у працівників флоту і морегосподарського комплексу. Ці та інші питання розроблення нових медичних технологій, впровадження в практику медичного супроводу плавскладу сучасних стандартів діагностики, лікування та реабілітації, вдосконалення роботи медкомісій із проведення попередніх та періодичних медоглядів розглядає Всеукраїнська асоціація морської медицини. Питання галузі висвітлює «Вісник морської медицини» (заснований у 1997 році).